# جيمس بريت
جيمس بريت (1785 بإنجلترا في المملكة المتحدة - ) (بالإنجليزية: James Brett)‏ هو لاعب كريكت بريطاني. لعب مع نادي مارليبون للكريكت ‏.